# 조자칭
조자칭(趙子偁 또는 趙子稱, ? ~ 1143년 9월 29일)은 중국 북송과 남송의 황족 종실이며 남송 효종의 생부이다. 사후 수안희왕(秀安僖王) 또는 안희수왕(安僖秀王)에 추봉되었다. 북송 태조 조광윤 6대손이다. 고종과 같은 항렬이다. 아들 원의태자 조부를 잃은 남송 고종은 그의 차남 조백종(伯琮)을 자신의 양자 중의 한 사람으로 입양했다. 원나라의 문인 조맹부의 5대조이다.

## 생애
생년은 미상이며 일설에는 1112년생 설이 있으나 정확하지 않고, 생일은 기록이 전하지 않는다. 태조 조광윤의 넷째 아들 진강혜왕 조덕방(趙德芳)의 5대손이다.
조부는 화주관찰사(華州觀察使), 화음후(華陰侯) 증 태사(贈太師) 복국공(福國公)에 추봉된 조세장(趙世將)이고, 할머니는 숙인(淑人)으로 증 상국부인(贈 商國夫人)에 추봉된 이씨(李氏)이며, 아버지는 서두공봉관(西頭供奉官), 무략대부(武略大夫) 등을 지내고 경국공(慶國公)에 봉해졌으며 사후 증 태사(贈太師), 익국공(諡國公)에 추봉된 조영회(趙令譮)이고, 어머니는 의인(宜人) 또는 대부인(載夫人)이고 사후 증 제국부인(齊國夫人)에 추봉된 유씨(劉氏)이다. 그의 부인 장씨(張氏)는 차남 효종이 즉위하는 것을 보고 1167년에 사망했다. 효종의 아버지이며, 장남 숭헌정왕 조백규(趙伯圭)의 4대손이 원나라의 문인 조맹부이다.
외가 쪽 기록은 전하지 않으나, 할머니 수안현군 증 상국부인 이씨는 북송의 개국공신 중 한 사람이며, 북송 태종의 명덕황후 이씨(明德皇后 李氏)의 친정오라비 이계륭(李繼隆)의 증손녀였다.
1119년(선화 원년) 사시(舍試)에 합격, 관직에 올라 선교랑 호주통판(宣敎郎 湖州通判), 가흥현승(嘉興縣丞) 등을 역임하고 조청랑(朝请郎) 비각수찬(秘阁修撰), 조봉랑(朝奉郎) 지처주사(知處州事)로 부임했다. 정강의 변으로 북송의 많은 황족들이 금나라에 끌려가 돌아오지 못하자 남송 고종은 자신과 같은 항렬의 종실의 아들들을 양자로 입양했고, 그 중 조자칭의 둘째 아들 백종도 이름을 원(瑗)으로 개명하고 고종의 양자로 입양되었다. 1135년(소흥 5년) 고종의 양자로 입양된 차남 백종은 건국공(建国公)에 봉해지고 궁궐에서 양육됐으며 뒤에 보안군왕(普安郡王)으로 진봉됐다.
1136년(소흥 6년) 사록관(祠禄官)이 되기를 청하여 승인받고 사록관이 되었다. 최종 관직은 좌조봉대부(左朝奉大夫)에 이르렀다. 1143년(소흥 13년) 관직을 치사(致仕)하고 물러났다.  1143년 9월 29일 수주(秀州, 현 저장성 자싱 시)에서 병으로 죽었다. 이때 고종은 특명을 내려 보안군왕 원(瑗)에게 복상하게 했다.
1144년 6월 3일 특별 증직으로 특증(特贈) 태자소사(太子少师)에 추증되었다가, 1161년(소흥 31년) 6월 중서사인 당문약(唐文若), 황의(黄矣) 등의 상소로 황태자의 소생부(所生父)라 하여 추증을 건의, 특별히 황형(皇兄)의 칭호와 증직이 더해져 증 태사 중서령(太師 中書令)에 추증되고 수왕(秀王)에 추봉(追封)되었으며 안희(安僖)의 시호를 받았다. 둘째 아들 효종이 황제로 즉위하면서 황백(皇伯)이라 칭해졌다. 따라서 수안희왕(秀安僖王) 또는 안희수왕(安僖秀王)으로 불린다.

### 사후
작자 미상으로 근대 이전에 그려진 그의 초상화가 후손들에게 전해졌으며, 2024년 공개되었다. 그의 묘소는 수원(秀園)이다.
영양군왕(滎陽郡王) 숭헌정왕 조백규(崇憲靖王 趙伯圭)에게는 기록에 전하는 아들만 10명으로 영흥군절도사 개부의동삼사(永興軍節度使開府儀同三司) 신안군공영왕(新安郡恭榮王)이며 사수왕(嗣秀王) 조사기(趙師夔), 봉국군절도사(奉國軍節度使) 증 풍공혜왕(贈 澧恭惠王) 조사규(趙師揆), 신흥공량군왕(新興恭良郡王) 조사수(趙師垂), 조사직(趙師稷, 요절), 보강군절도사(保康軍節度使) 천수군개국공(ㅍ天水郡開國公)이고 증 태부 증 화단숙왕(贈 和端肅王)에 추봉된 조사우(趙師禹), 보경군승선사 제거우신관(保慶軍承宣使 提舉佑神觀) 증 함녕소숙왕(咸寧昭肅王) 조사고(趙師皐), 수왕(秀王) 증 영민혜왕(贈 永敏惠王) 조사암(趙師岩 또는 趙師喦), 수왕(秀王) 증 윤절혜왕(贈 潤節惠王) 조사미(趙師彌 또는 趙師弥), 선교랑 참차통판 광덕군사(宣教郎 添差通判 廣德軍事) 조사공(趙師貢), 탐주방어사 제거우신관(深州防禦使 提舉佑神觀) 증 소경군절도사 추봉 신국공(贈 昭慶軍節度使 追封信國公) 조사설(趙師卨) 등이다.
딸은 3명이 기록에 전하며 가흥현주(嘉興縣主)는 정사종(鄭嗣宗)의 처이고, 영가군주(永嘉郡主)는 장이매(張似續)의 처이며, 신안군주(新安郡主)는 사미견(史彌堅)과 혼인했는데 사미견은 남송의 권신 사미원(史彌遠)의 친동생이다.
수왕가계는 조백규를 거쳐 증 풍공혜왕 조사규에게로 이어졌고, 조백규의 3남 신흥공량군왕 조사수가 조맹부의 고조부가 된다. 신흥공량군왕 조사수의 아들은 오흥군공 조희연(吳興郡公 趙希戭), 손자는 조여은(趙與訔), 임해군왕 조여택(臨海郡王 趙與澤) 등인데 조여은이 조맹부의 아버지이다.

## 같이 보기
- 남송 효종
- 조백규
- 조맹부